# Instituto San Sebastián de Yumbel
Das Instituto San Sebastián de Yumbel (ISS) ist eine katholische Grund- und Mittelschule in Yumbel, Chile.

## Geschichte
Sie wurde am 6. Oktober 1879 durch den damaligen Erzbischof José Hipólito Salas unter dem Namen Seminario de San Sebastián gegründet und 1905 umbenannt. Die nach dem Namenspatron Heiliger Sebastian benannte Schule bot seit 1881 auch Erwachsenenbildung im Abendunterricht und unterhielt seit den 1920er Jahren einen Kindergarten. Sie ist die älteste durch das Erzbistum Concepción gegründete Schule der Región del Bío-Bío.

## Trägerschaft und Schülerzahl
Träger ist die Fundación Cristo Rey de Concepción, der noch weitere fünf Schulinstitutionen unterstehen, die jedoch erst ab den 1950er Jahren entstanden. Die Schule erhält staatliche finanzielle Unterstützung.
Im Jahr 2012 betrug die Zahl der eingeschriebenen Schüler: 610 bei 34 Lehrkräften.

Hauptgebäude, Castellón Nr. 521, Yumbel
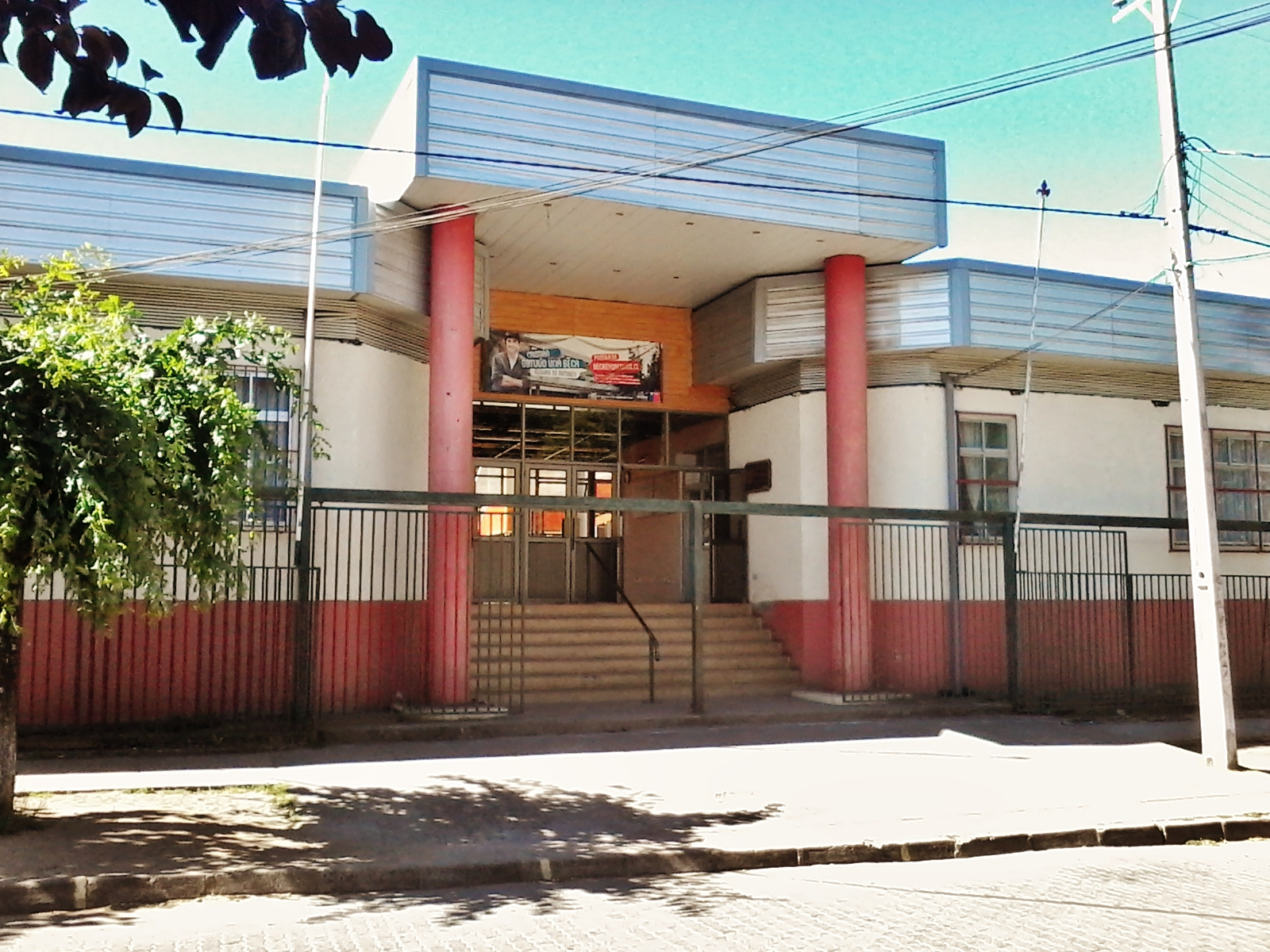
Zweitsitz, Quezada Nr. 451, Yumbel